# Познанский департамент
Познанский департамент (пол. Departament poznański) — административная единица Варшавского герцогства со столицей в Познани, созданная из Познанского департамента Южной Пруссии. 19 декабря 1807 г. департамент был разделен на поветы и гмины. По итогам венского конгресса вошло в состав прусского Великого княжества Познанского, за исключением половины Пыздровского уезда и части Повидского уезда, которые вошли в состав Слупцкого уезда российского Царства Польского.
В 1810 г. в департаменте проживало 581 210 жителей.
С 1807 г. по май 1809 г. префектом департамента был Юзеф Люба, а с июня 1809 г. — Юзеф Адам Понинский.

## Административное деление
Департамент состоял из 14 поветов:
- Бабимостский
- Вонгровецкий
- Всховский
- Гнезненский
- Косьцянский
- Кробский
- Кротошинский
- Мендзыжечский
- Оборницкий
- Повидский
- Познанский
- Пыздровский
- Сьремский
- Сьрёдский